# سكينا
ريف سْكينا هي منطقة جغرافية تاريخية تضم مناطق من ساحل كولومبيا البريطانية ومناطق داخل كولومبيا البريطانية تمتد شمال غرب كولومبيا البريطانية في كندا.

## أنظر أيضاً
- معبر سكينا
- جبال سكينا
- نهر سكينا
- سكينا — وادي بولكلي، المنطقة الانتخابية الفيدرالية
- سكينا، المنطقة الانتخابية الفيدرالية السابقة